# Gnathophyllidae
Famille
Les Gnathophyllidae sont une famille de crevettes de la super-famille des Palaemonoidea, souvent associées aux échinodermes.

## Liste des genres
Il existe 5 genres et 14 espèces:
- Gnathophylleptum d'Udekem d'Acoz, 2001
  - Gnathophylleptum tellei d'Udekem d'Acoz, 2001
- Gnathophylloides Schmitt, 1933
  - Gnathophylloides mineri Schmitt, 1933
- Gnathophyllum Latreille, 1819
  - Gnathophyllum americanum (Guérin-Méneville, 1856)
  - Gnathophyllum ascensione (Manning, & Chace, 1990)
  - Gnathophyllum circellum (Manning, 1963)
  - Gnathophyllum elegans (Risso, 1816)
  - Gnathophyllum fasciolatum (Stimpson, 1860)
  - Gnathophyllum modestum (Hay, 1917)
  - Gnathophyllum panamense (Faxon, 1893)
  - Gnathophyllum precipuum (Titgen, 1989)
  - Gnathophyllum splendens (Chace & Fuller, 1971)
  - Gnathophyllum taylori (Ahyong, 2003)
- Levicaris Bruce, 1973
  - Levicaris mammilata Edmondson, 1931
- Pycnocaris Bruce, 1972
  - Pycnocaris chagoae Bruce, 1972